# Wood River (Nebraska)
Wood River è un comune degli Stati Uniti d'America, situato in Nebraska, nella contea di Hall.